# 愛丁堡 (緬因州)
愛丁堡（英語：Edinburg）是一個位於美國緬因州佩諾布斯科特縣的鎮。

## 人口
根據2020年美國人口普查的數據，愛丁堡的面積為90.68平方千米，皆為陸地。當地共有人口134人，而人口密度為每平方千米1.48人。